# Echyra alternata
Echyra alternata är en skalbaggsart som beskrevs av Marc Lacroix 1997. Echyra alternata ingår i släktet Echyra och familjen Melolonthidae. Inga underarter finns listade i Catalogue of Life.